# خندق مائي

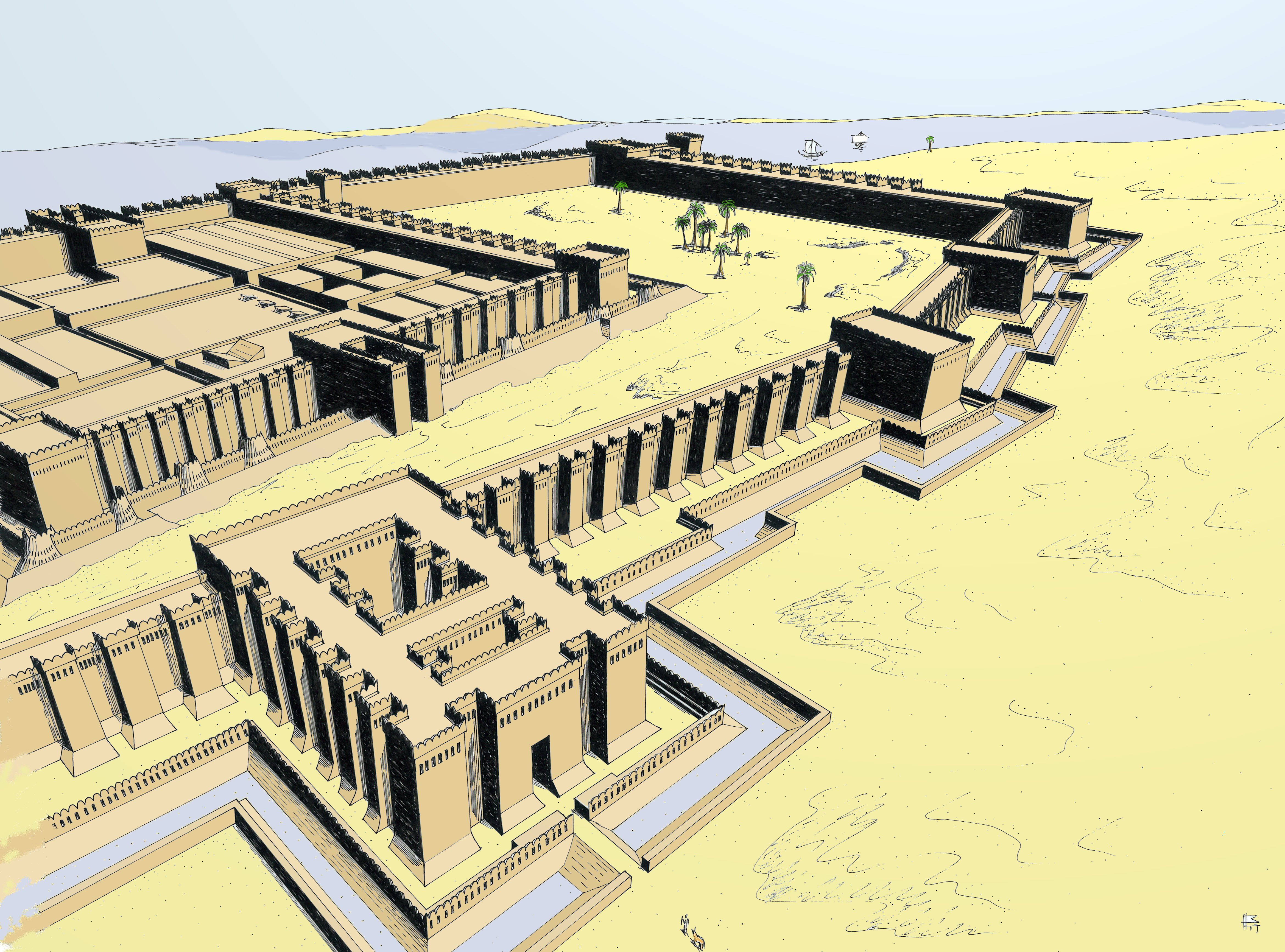
حصن بوهين في مصر القديمة وتحيط به الخنادق المائية

خندق مائي هو خندق عميق وواسع ويكون بالغالب جافًا أو مملوءًا بالماء. وتحيط الخنادق المائية غالبًا بالقلاع أو المدن وتعتبر من خطوط الدفاع الأولية. 

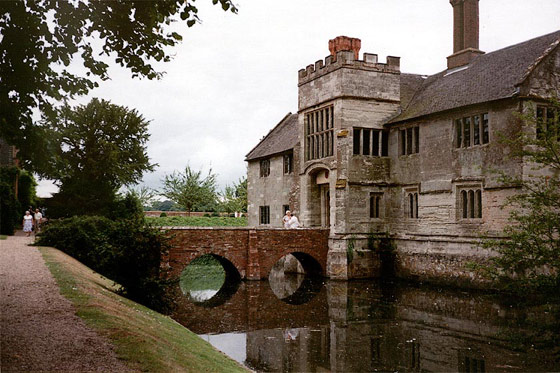
منزل مانور مواتيد باديسليي كلينتون في وارويكشاير، إنكلترا